# Jan Bijhouwer
Jan Tijs Pieter Bijhouwer (Amsterdam, 11 november 1898 - Wageningen, 22 augustus 1974) was een Nederlands plantensocioloog en tuin- en landschapsarchitect.

## Leven en werk
Bijhouwer groeide op in een omgeving waarin belangstelling voor planten vanzelfsprekend was. Zowel zijn vader als grootvader waren plantenliefhebber. Na zijn HBS-opleiding werkte Bijhouwer in verscheidene kwekerijen en begon in 1916 met een studie Tuinbouw in Wageningen. Hij volgde onder meer de vakken tuinbouw (bij A.M. Sprenger), plantensystematiek en plantengeografie bij Valckenier Suringar. Vooral dat laatste vak kreeg zijn interesse en hij besloot zich daarin verder te bekwamen. Tegelijk was hij geïnteresseerd geraakt in tuinkunst, een bijvak dat gegeven werd door L.A. Springer en later door H.F. Hartogh Heys van Zouteveen.
Bijhouwer kreeg diverse aanstellingen aan de Wageningse Hogeschool voor onderwijs en het beheer van het arboretum. Hij promoveerde in 1926 op het proefschrift Geobotanische studie van de Berger duinen bij J. Jeswiet. Hij werkte vanaf 1927 enige tijd als onderzoeker en instructeur tuinontwerp in de VS, waar hij geïnspireerd raakte door het vakgebied landschapsarchitectuur, de modernisering van de samenleving en de parken, binnen en buiten de steden. Hij keerde in 1929 terug naar Nederland. Hij was en bleef geboeid door zowel de vrije natuur en vooral plantengemeenschappen, zoals deze bestudeerd werden door J.W.C. Goedhart en W.J. Jongmans en de amateurveldbiologen Jac. P. Thijsse en Eli Heimans als de moderne samenleving.
Bijhouwer was lector van 1939 tot 1946 en vervolgens van 1946 tot 1966 hoogleraar aan de Landbouwhogeschool Wageningen en vanaf 1957 in de landschapskunst aan de Technische Universiteit Delft. Na de Tweede Wereldoorlog werd Bijhouwer benoemd tot lid van de Centrale Commissie voor oorlogs- of vredesgedenktekens, die de minister van Onderwijs, Kunsten en Wetenschappen adviseerde over de plaatsing van oorlogsmonumenten.

## Betekenis
Bijhouwer was vanuit zijn belangstelling voor de inheemse flora verscheidene malen als adviseur betrokken bij natuur- en landschapsbescherming. Zijn pleidooi - in het Vakblad voor Biologen uit 1947 - gewenste natuurgebieden actief te scheppen, werd door veel natuurbeschermers niet gewaardeerd en door Theodorus Weevers zelfs bestempeld als plantensociologische ketterij.
Bijhouwer kreeg, nadat hij in contact was gekomen met stedenbouwkundigen en na zijn ervaringen in de VS, steeds meer belangstelling voor de verstedelijking van het landschap en voor de specifieke aspecten van de moderne samenleving die het landschap sterk veranderden, zoals autogebruik, suburbanisatie en massarecreatie. In zijn ontwerpen voor het landschap zocht hij naar een nieuwe balans tussen stad en land en tussen natuur en landbouw. Zo was hij een van de eersten die pleitten voor 'ontspanningslandschappen'.
Bijhouwer droeg zijn opvattingen uit via zijn ontwerpen, zijn publicaties en via zijn werkzaamheden als (eerste) hoogleraar tuin- en landschapsarchitectuur aan de Landbouwhogeschool in Wageningen en aan de Technische Hogeschool in Delft.
in 2011 werd met een symposium aan de TU Delft met bijdragen van landschapsarchitecten als Adriaan Geuze en Meto Vroom en het boek J.T.P. Bijhouwer. Grensverleggend landschapsarchitect van Gerrie Andela stilgestaan bij de betekenis van Bijhouwer.
In 2019 noemde de gemeente Wageningen een straat in een nieuwe woonwijk naar hem: de Prof. Bijhouwerstraat.

## Ontwerpen
- Inrichtingsplannen Wieringermeerpolder en Noordoostpolder
- Begraafplaats Wieringermeer in Middenmeer, 1938
- Erebegraafplaats Ede, 1945
- Herdenkingshof te Putten, 1947
- Vroesenpark te Rotterdam, 1948
- Stadspark de Plantage te Schiedam, 1950
- Wilhelminapark te Zoetermeer, 1950/1951
- Reinaldapark te Haarlem, 1956
- Beeldentuin van het Kröller-Müller Museum te Otterlo, 1961
- Algemene Begraafplaats Crooswijk te Rotterdam, uitbreiding, z.j.
- Herinrichting paleispark Paleis Soestdijk

## Publicaties (selectie)
- Bijhouwer, Jan Tijs Pieter (1926) Geobotanische studie van de Berger duinen. De Ijsel (sic). Deventer.
- Bijhouwer, Jan Tijs Pieter (1939) Het vraagstuk der plantengroepeering. Wageningen.
- Bijhouwer, J.T.P. (1933) Het nieuwe land : de opbouw van de Wieringermeer. Van Munster.
- Bijhouwer, J.T.P. (1943) Nederlandsche tuinen en buitenplaatsen. De Lange.
- Bijhouwer, Jan Thijs Pieter (1944) Het Nederlandsche landschap en zijn oude ontginningen. Hofstad.
- Bijhouwer, J.T.P. (1954) Waarnemen en ontwerpen in tuin en landschap. Argus.
- Bijhouwer, J.T.P., & Mien Ruys (1960) Leven met groen in landschap, stad en tuin. Moussault.
- Bijhouwer, J.T.P. (1961) Hollands groene zone ; meer ruimte voor de openluchtrecreatie van een miljoenenbevolking. ANWB.
- Bijhouwer, J.T.P. (1971) Het Nederlandse landschap. Kosmos. Utrecht.

- Bibliothèque nationale de France: cb16544931d (data)
- Author citation (botany): Bijh.
- CiNii: DA18174781
- Gemeinsame Normdatei: 1013392701
- International Standard Name Identifier: 0000 0000 5556 7347
- Library of Congress Control Number: no2006107687
- Nederlandse Thesaurus van Auteursnamen: 07093827X
- RKD-Nederlands Instituut voor Kunstgeschiedenis: 123170
- Système universitaire de documentation: 154396427
- Virtual International Authority File: 31758811
- WorldCat: E39PBJt44jPgYvqVrKvRXjMHG3